# Belarus damlandslag i basket
Belarus damlandslag i basket representerar Belarus i basket på damsidan. Laget tog brons i Europamästerskapet 2007

### Fotnoter
1. ↑  Todor Krastev (11 mars 2007). ”Women Basketball European Championship 2007 Italy - 24.09-07.10 Winner Russia” (på engelska). Sport Statistics. http://todor66.com/basketball/Europe/Women_2007.html. Läst 17 juni 2015.